# Viktor Klima
Viktor Klima (født 4. juni 1947) er en østrigsk politiker. Han var Østrigs kansler mellem 1997 og 2000.
| Efterfulgte: Franz Vranitzky | Østrigs kanslere 1997–2000 | Efterfulgtes af: Wolfgang Schüssel |